# OPPO R15 Pro
OPPO R15 Pro是一款基于Android Oreo的平板智能手机，于2018年3月发布。 

## 规格

### 硬件
OPPO R15 Pro 配备了6.28英寸的 AMOLED电容显示屏、八核（4x2.2 GHz Kryo 260 和 4x1.8 GHz Kryo 260）Qualcomm Snapdragon 660 处理器、6 GB RAM、 128 GB的内部存储，並且可以插入256 GB 的microSD 卡。这款手机配备了3430 mAh锂离子电池、具有LED闪光灯的16MP 后置摄像头和具有自动对焦功能的20MP 前置摄像头。該手機有陶瓷黑、梦幻镜红和银河紫三種顏色可供选择。該手機還具有NFC，防水防尘等級達到IP67。